# Terrero Venado
Terrero Venado är en ort i Mexiko.   Den ligger i kommunen Tlacoachistlahuaca och delstaten Guerrero, i den sydöstra delen av landet, 290 km söder om huvudstaden Mexico City. Terrero Venado ligger 886 meter över havet och antalet invånare är 837.
Terrängen runt Terrero Venado är kuperad åt sydväst, men åt nordost är den bergig. Runt Terrero Venado är det ganska glesbefolkat, med 31 invånare per kvadratkilometer. Närmaste större samhälle är Tlacoachistlahuaca, 15,0 km söder om Terrero Venado. Omgivningarna runt Terrero Venado är huvudsakligen savann.